# Weergeld
Weergeld was in het oude recht (in het bijzonder het oud-Germaanse recht) de vergoeding die door een dader of zijn familie na doodslag aan de familie van het slachtoffer werd betaald.
Beëindiging van een vete of twist was niet mogelijk als vijandige handelingen de strijd bleven aanwakkeren. Er moest een acceptabele zoenovereenkomst worden opgesteld, waarin voor beide partijen billijke bepalingen waren opgenomen. De materiële schadevergoeding ('compositie') in de vorm van betaling van weergeld, mangeld of zoengeld aan de verwanten van het dodelijke slachtoffer stond in de hele middeleeuwen centraal bij verzoeningen.

## Herkomst van de woorden weergeld en zoengeld
Weergeld is een samenstelling van de woorden "weer" en "geld". Weer is een oud woord voor "man", nog te herkennen in de Nederlandse woorden weerwolf en wereld (man-oud). Ook in andere Germaanse talen, zoals het Engels vindt men nog overblijfselen van dit woord, zoals in de Engelse uitdrukking were and wife (man en vrouw).
De oorsprong van het woord 'zoengeld' vinden we in het woord 'verzoening'. Zoengeld is het geld dat moest worden betaald tijdens een verzoeningsbijeenkomst.
In niet-Germaanse culturen wordt deze schadevergoeding (vergelding) 'bloedgeld' genoemd.

## Vroege middeleeuwen
De oorsprong van het zoengeld was oud en gebaseerd op het weergeld in het Germaanse rechtsstelsel. De Romein Cornelius Tacitus (ca. 55-117) schreef reeds in zijn werk Germania, waarin hij de zeden en de gewoonten van de Germanen schilderde, dat de aangedane schade met wraakneming kon worden vergolden of na onderhandelingen via een minnelijke schikking tot een oplossing worden gebracht.
Aan het oude weergeldbedrag lag een basisbedrag ten grondslag. Het bedrag dat de directe erfgenamen (de broers en de zonen) van een slachtoffer ontvingen was van oorsprong een equivalent van 30 tot 32 koeien. Het was het een bedrag waarvan men oorspronkelijk vond dat deze overeenkwam met de waarde van de persoon die was gedood.
Het gebruikelijke weergeld voor een vrije was 200 solidi (shilling) in het tijdperk van de Grote Volksverhuizing, een bedrag dat betaald moest worden voor de dood van een kerel (een kerel was een vrije man van de laagste klasse) volgens zowel de Angelsaksische en continentaal-Germaanse wetten. De vergoeding kon oplopen naargelang de sociale rang van het slachtoffer hoger was en naargelang de omstandigheden van de misdaad. Bijvoorbeeld, de 8e-eeuwse Lex Alamannorum zette het weergeld voor het doden van een lage priester op 300 shilling, een hertog of aartsbisschop op 600. De 9e-eeuwse Mercische wet (twyhyndeman) sprak van 200 shilling voor een kerel, 1200 shilling voor een edelman (twelfhyndeman), 15.000 voor een aartsbisschop, 30.000 voor een koning (15.000 voor de Sibbe van de koning, 15.000 voor de onderdanen van de koning). Voor horigen, lijfeigenen en slaven was het niet verplicht om weergeld te betalen, maar het was gebruikelijk om de koopwaarde van de slaaf te betalen. De waarde van vrouwen verschilde van volk tot volk: bij de Alemannen waren vrouwen tweemaal de waarde van een man van gelijke rang, bij de Saksen de helft en bij de Friezen was het weergeld gelijk aan die van de man, overigens is bij de Friezen het weergeld van een horige de helft van een vrije man.

## Tarieflijsten[6]
Sedert de vroege middeleeuwen hanteerde men tijdens de zoenonderhandelingen tarieflijsten ter berekening van de ontstane schade. Een gedode vrije man werd als uitgangspunt genomen. De te betalen zoengelden na verwondingen of doodslag werden hiervan afgeleid. Een wraakneming kon dan door betaling worden afgekocht. De lijsten waren evenwel niet dwingend; over de hoogte van het zoenbedrag onderhandelde men.
In heel middeleeuws Europa onderhandelde men om na schade compensatiegelden te verkrijgen. Schade aan personen kon worden gecompenseerd na veel onderhandelen en arbitrage.

## Zoengeld (late middeleeuwen)[7]
In laatmiddeleeuwse zoenovereenkomsten stond de materiële schadevergoeding in de vorm van zoengeld in de zoenovereenkomst centraal.
In de graafschappen Holland en Zeeland gold dat in de late middeleeuwen na een doodslag een gefixeerd basisbedrag moest worden betaald aan de verwanten van het slachtoffer. In een groot deel van Holland gold voor een dode die door een gewelddaad om het leven was gekomen een zoenbedrag van 32 ponden. Dit bedrag is terug te voeren op het oude Saksisch–Friese weergeld-bedrag van 160 schellingen (8 pond).
Bij het zoengeld was het gebruikelijk om het bedrag te verhogen bij verzwarende omstandigheden. Doodslag na een inval in een woning leidde al snel tot een verdubbeling van het bedrag. Ook personen met een hoge status ontvingen meer zoengeld. Voor een gedode stadsbestuurder moest een schuldige en zijn verwanten een dubbel bedrag neertellen.
Na een doodslag op een edelman, waren er geen vaste zoenbedragen meer van kracht en moest over de hoogte van het zoenbedrag worden onderhandeld. De te betalen zoenbedragen voor edellieden na doodslagen waren hoog. Bemiddelaars speelden een grote rol bij de bepaling van een redelijk zoengeld. Zij trachtten een bedrag te verkrijgen dat overeenstemde met het sociale aanzien van de gestorven persoon met edel bloed en de draagkracht van de dader.

## Voorzoen, mondzoen en maagzoen[10]

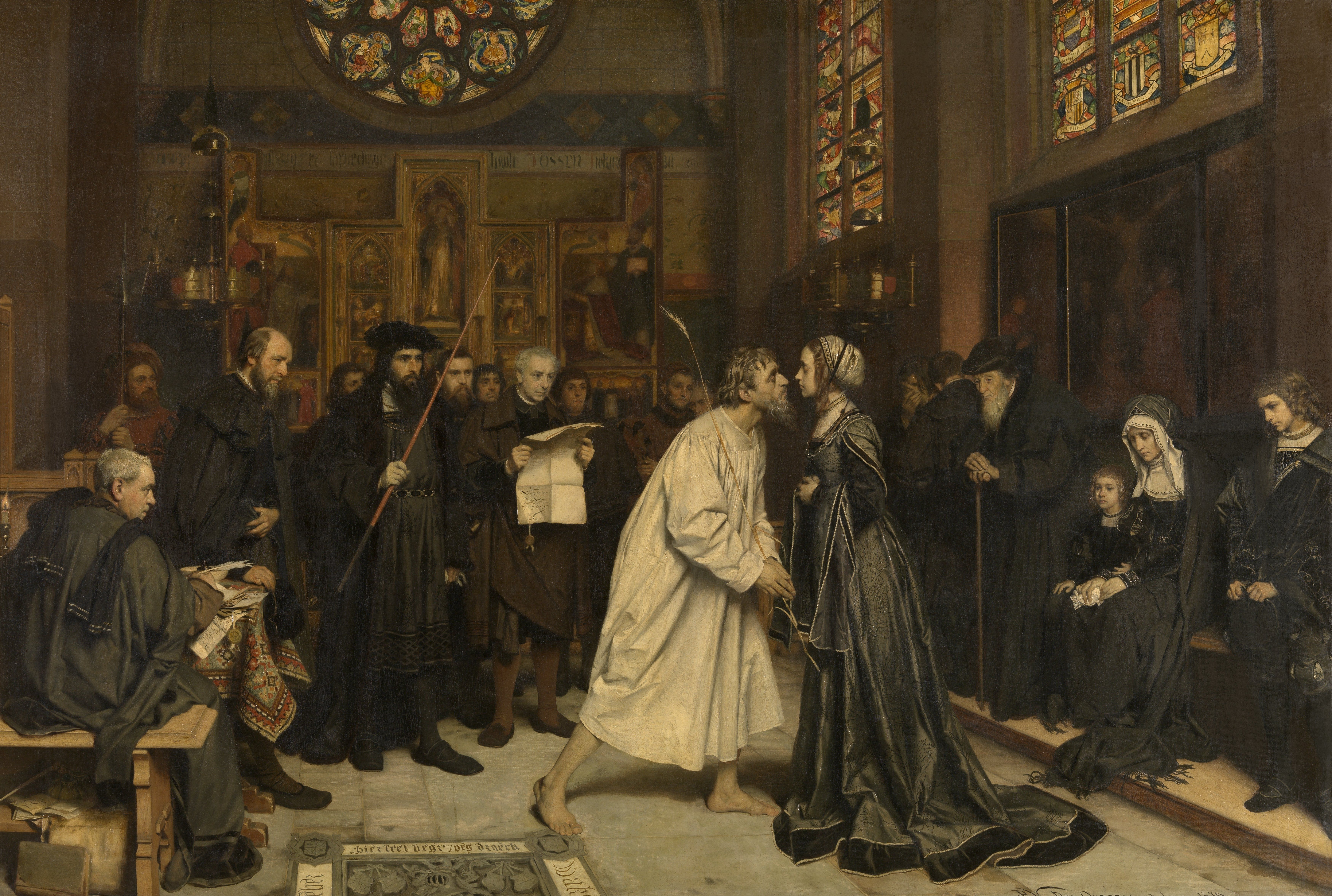
Pierre Jean Van der Ouderaa - De mondzoen

Het laatmiddeleeuwse zoengeldbedrag bestond uit drie delen: de voorzoen, de mondzoen (ook erfzoen genaamd) en de maagzoen.
De voorzoen was bestemd voor diegenen die zich hadden ingespannen om de zoen tot stand te brengen. De mondzoen of erfzoen was het gedeelte van de zoen (vaak een derde deel) dat de schuldige aan de naaste mannelijke bloedverwant (vaak de oudste broer) uitkeerde en bestemd was voor degenen die van het slachtoffer zouden erven. Deze persoon trad ook op als de mondzoener, hij ontving de mondkus van de dader tijdens de zoenceremonie. De maagzoen was de rest van het zoengeld. Dit geld verdeelde men over de verdere familie. Ook de erfzoeners en eventueel de voorzoeners deelden hierin mee.

## Verwanten betalen mee[11]
Niet alleen de dader, maar ook de verwanten van een dader waren verantwoordelijk voor de betaling van zoengeld. Dit betekende dat alle verwanten van de dader met dezelfde ouders, grootouders of overgrootouders en soms alle verwanten van de dader met dezelfde betovergrootouders verantwoordelijk waren voor de betaling van de zoengelden.
Vanouds werd de verplichte bijdrage van onschuldige verwanten aan het zoengeld als een heilige familieplicht beschouwd. In de 14e-eeuwse praktijk was de verplichting van verre verwanten om mee te betalen aan het zoengeld na doodslag of verwonding voor velen een drukkende last. Het geld moest vaak bij de onwillige verwanten door dwangexecutie worden geïnd. In Vlaanderen was de verplichte bijdrage door onschuldige verwanten reeds in de 14e eeuw verdwenen. In Holland en Zeeland zou de vorst ditzelfde besluit pas ver in de 15e eeuw nemen. In 1462 maakte Philips van Bourgondië namelijk op verzoek van de steden een einde aan dit gebruik in Holland.

## Vrouwen en zoengeld[12]
Oorspronkelijk deelden vrouwen niet in de te ontvangen zoengelden na doodslagen. In een aantal zoenovereenkomsten van edellieden werd van deze gewoonte afgeweken. Aparte bepalingen in zoenovereenkomsten regelden soms betalingen aan dochters en moeders.
Aan het einde van de 15e eeuw trad een wijziging op in de opvatting dat vrouwen geen recht zouden hebben op deling in de zoengelden. In de Zeeuwse landkeur bepaalde Philips de Schone in 1495 nadrukkelijk dat vrouwelijke erfgenamen het zoengeld mochten ontvangen na toestemming van de twee naaste en oudste mannelijke verwanten van de dode. De een moest spreken namens de verwanten van vaderszijde en de ander namens de verwanten van moederszijde. Ook in Holland werd het na 1500 gebruik dat vrouwen mee mochten delen in de zoengelden. In de 16e-eeuwse zoenovereenkomsten ging de weduwe een centrale rol innemen. Bovendien gold het recht op zoengeld voor steeds minder personen, vaak nog enkel voor de zeer naaste verwanten, zoals de nagelaten weduwe of de kinderen, of voor diegenen die door de arbeid van de gedode werden onderhouden.